# Vera Nebolsina
Vera Nebolsina (né le 16 décembre 1989 à Tomsk) est une joueuse d'échecs russe. Elle a obtenu le titre de grand maître féminin (GMF) à l'âge de 17 ans en 2007 en remportant le championnat du monde d'échecs junior féminin.

## Biographie et carrière
Vera Nebolsina a remporté :
- le championnat du monde féminin des moins de 10 ans en 1998 ;
- le hampionnena du monde junior féminin en 2010 ;
- le championnat open féminin des États-Unis en 2016[1].

Elle finit neuvième sur douze joueuses du championnat de Russie féminin en 2010.
Lors du championnat du monde d'échecs féminin de 2008, elle fut battue au premier tour par Dronavalli Harika.

## Partie notable
|   | a | b | c | d | e | f | g | h |   |
| 8 | Tour noire sur case blanche a8 · Dame noire sur case noire f8 · Roi noir sur case blanche g8 · Pion noir sur case blanche f7 · Pion noir sur case blanche g6 · Dame blanche sur case noire h6 · Pion blanc sur case blanche d5 · Tour blanche sur case noire e5 · Pion noir sur case blanche h5 · Pion noir sur case blanche a4 · Pion blanc sur case noire h4 · Fou noir sur case blanche b3 · Pion blanc sur case blanche f3 · Fou blanc sur case noire b2 · Pion blanc sur case blanche g2 · Roi blanc sur case blanche h1 | Tour noire sur case blanche a8 · Dame noire sur case noire f8 · Roi noir sur case blanche g8 · Pion noir sur case blanche f7 · Pion noir sur case blanche g6 · Dame blanche sur case noire h6 · Pion blanc sur case blanche d5 · Tour blanche sur case noire e5 · Pion noir sur case blanche h5 · Pion noir sur case blanche a4 · Pion blanc sur case noire h4 · Fou noir sur case blanche b3 · Pion blanc sur case blanche f3 · Fou blanc sur case noire b2 · Pion blanc sur case blanche g2 · Roi blanc sur case blanche h1 | Tour noire sur case blanche a8 · Dame noire sur case noire f8 · Roi noir sur case blanche g8 · Pion noir sur case blanche f7 · Pion noir sur case blanche g6 · Dame blanche sur case noire h6 · Pion blanc sur case blanche d5 · Tour blanche sur case noire e5 · Pion noir sur case blanche h5 · Pion noir sur case blanche a4 · Pion blanc sur case noire h4 · Fou noir sur case blanche b3 · Pion blanc sur case blanche f3 · Fou blanc sur case noire b2 · Pion blanc sur case blanche g2 · Roi blanc sur case blanche h1 | Tour noire sur case blanche a8 · Dame noire sur case noire f8 · Roi noir sur case blanche g8 · Pion noir sur case blanche f7 · Pion noir sur case blanche g6 · Dame blanche sur case noire h6 · Pion blanc sur case blanche d5 · Tour blanche sur case noire e5 · Pion noir sur case blanche h5 · Pion noir sur case blanche a4 · Pion blanc sur case noire h4 · Fou noir sur case blanche b3 · Pion blanc sur case blanche f3 · Fou blanc sur case noire b2 · Pion blanc sur case blanche g2 · Roi blanc sur case blanche h1 | Tour noire sur case blanche a8 · Dame noire sur case noire f8 · Roi noir sur case blanche g8 · Pion noir sur case blanche f7 · Pion noir sur case blanche g6 · Dame blanche sur case noire h6 · Pion blanc sur case blanche d5 · Tour blanche sur case noire e5 · Pion noir sur case blanche h5 · Pion noir sur case blanche a4 · Pion blanc sur case noire h4 · Fou noir sur case blanche b3 · Pion blanc sur case blanche f3 · Fou blanc sur case noire b2 · Pion blanc sur case blanche g2 · Roi blanc sur case blanche h1 | Tour noire sur case blanche a8 · Dame noire sur case noire f8 · Roi noir sur case blanche g8 · Pion noir sur case blanche f7 · Pion noir sur case blanche g6 · Dame blanche sur case noire h6 · Pion blanc sur case blanche d5 · Tour blanche sur case noire e5 · Pion noir sur case blanche h5 · Pion noir sur case blanche a4 · Pion blanc sur case noire h4 · Fou noir sur case blanche b3 · Pion blanc sur case blanche f3 · Fou blanc sur case noire b2 · Pion blanc sur case blanche g2 · Roi blanc sur case blanche h1 | Tour noire sur case blanche a8 · Dame noire sur case noire f8 · Roi noir sur case blanche g8 · Pion noir sur case blanche f7 · Pion noir sur case blanche g6 · Dame blanche sur case noire h6 · Pion blanc sur case blanche d5 · Tour blanche sur case noire e5 · Pion noir sur case blanche h5 · Pion noir sur case blanche a4 · Pion blanc sur case noire h4 · Fou noir sur case blanche b3 · Pion blanc sur case blanche f3 · Fou blanc sur case noire b2 · Pion blanc sur case blanche g2 · Roi blanc sur case blanche h1 | Tour noire sur case blanche a8 · Dame noire sur case noire f8 · Roi noir sur case blanche g8 · Pion noir sur case blanche f7 · Pion noir sur case blanche g6 · Dame blanche sur case noire h6 · Pion blanc sur case blanche d5 · Tour blanche sur case noire e5 · Pion noir sur case blanche h5 · Pion noir sur case blanche a4 · Pion blanc sur case noire h4 · Fou noir sur case blanche b3 · Pion blanc sur case blanche f3 · Fou blanc sur case noire b2 · Pion blanc sur case blanche g2 · Roi blanc sur case blanche h1 | 8 |
| 7 | Tour noire sur case blanche a8 · Dame noire sur case noire f8 · Roi noir sur case blanche g8 · Pion noir sur case blanche f7 · Pion noir sur case blanche g6 · Dame blanche sur case noire h6 · Pion blanc sur case blanche d5 · Tour blanche sur case noire e5 · Pion noir sur case blanche h5 · Pion noir sur case blanche a4 · Pion blanc sur case noire h4 · Fou noir sur case blanche b3 · Pion blanc sur case blanche f3 · Fou blanc sur case noire b2 · Pion blanc sur case blanche g2 · Roi blanc sur case blanche h1 | Tour noire sur case blanche a8 · Dame noire sur case noire f8 · Roi noir sur case blanche g8 · Pion noir sur case blanche f7 · Pion noir sur case blanche g6 · Dame blanche sur case noire h6 · Pion blanc sur case blanche d5 · Tour blanche sur case noire e5 · Pion noir sur case blanche h5 · Pion noir sur case blanche a4 · Pion blanc sur case noire h4 · Fou noir sur case blanche b3 · Pion blanc sur case blanche f3 · Fou blanc sur case noire b2 · Pion blanc sur case blanche g2 · Roi blanc sur case blanche h1 | Tour noire sur case blanche a8 · Dame noire sur case noire f8 · Roi noir sur case blanche g8 · Pion noir sur case blanche f7 · Pion noir sur case blanche g6 · Dame blanche sur case noire h6 · Pion blanc sur case blanche d5 · Tour blanche sur case noire e5 · Pion noir sur case blanche h5 · Pion noir sur case blanche a4 · Pion blanc sur case noire h4 · Fou noir sur case blanche b3 · Pion blanc sur case blanche f3 · Fou blanc sur case noire b2 · Pion blanc sur case blanche g2 · Roi blanc sur case blanche h1 | Tour noire sur case blanche a8 · Dame noire sur case noire f8 · Roi noir sur case blanche g8 · Pion noir sur case blanche f7 · Pion noir sur case blanche g6 · Dame blanche sur case noire h6 · Pion blanc sur case blanche d5 · Tour blanche sur case noire e5 · Pion noir sur case blanche h5 · Pion noir sur case blanche a4 · Pion blanc sur case noire h4 · Fou noir sur case blanche b3 · Pion blanc sur case blanche f3 · Fou blanc sur case noire b2 · Pion blanc sur case blanche g2 · Roi blanc sur case blanche h1 | Tour noire sur case blanche a8 · Dame noire sur case noire f8 · Roi noir sur case blanche g8 · Pion noir sur case blanche f7 · Pion noir sur case blanche g6 · Dame blanche sur case noire h6 · Pion blanc sur case blanche d5 · Tour blanche sur case noire e5 · Pion noir sur case blanche h5 · Pion noir sur case blanche a4 · Pion blanc sur case noire h4 · Fou noir sur case blanche b3 · Pion blanc sur case blanche f3 · Fou blanc sur case noire b2 · Pion blanc sur case blanche g2 · Roi blanc sur case blanche h1 | Tour noire sur case blanche a8 · Dame noire sur case noire f8 · Roi noir sur case blanche g8 · Pion noir sur case blanche f7 · Pion noir sur case blanche g6 · Dame blanche sur case noire h6 · Pion blanc sur case blanche d5 · Tour blanche sur case noire e5 · Pion noir sur case blanche h5 · Pion noir sur case blanche a4 · Pion blanc sur case noire h4 · Fou noir sur case blanche b3 · Pion blanc sur case blanche f3 · Fou blanc sur case noire b2 · Pion blanc sur case blanche g2 · Roi blanc sur case blanche h1 | Tour noire sur case blanche a8 · Dame noire sur case noire f8 · Roi noir sur case blanche g8 · Pion noir sur case blanche f7 · Pion noir sur case blanche g6 · Dame blanche sur case noire h6 · Pion blanc sur case blanche d5 · Tour blanche sur case noire e5 · Pion noir sur case blanche h5 · Pion noir sur case blanche a4 · Pion blanc sur case noire h4 · Fou noir sur case blanche b3 · Pion blanc sur case blanche f3 · Fou blanc sur case noire b2 · Pion blanc sur case blanche g2 · Roi blanc sur case blanche h1 | Tour noire sur case blanche a8 · Dame noire sur case noire f8 · Roi noir sur case blanche g8 · Pion noir sur case blanche f7 · Pion noir sur case blanche g6 · Dame blanche sur case noire h6 · Pion blanc sur case blanche d5 · Tour blanche sur case noire e5 · Pion noir sur case blanche h5 · Pion noir sur case blanche a4 · Pion blanc sur case noire h4 · Fou noir sur case blanche b3 · Pion blanc sur case blanche f3 · Fou blanc sur case noire b2 · Pion blanc sur case blanche g2 · Roi blanc sur case blanche h1 | 7 |
| 6 | Tour noire sur case blanche a8 · Dame noire sur case noire f8 · Roi noir sur case blanche g8 · Pion noir sur case blanche f7 · Pion noir sur case blanche g6 · Dame blanche sur case noire h6 · Pion blanc sur case blanche d5 · Tour blanche sur case noire e5 · Pion noir sur case blanche h5 · Pion noir sur case blanche a4 · Pion blanc sur case noire h4 · Fou noir sur case blanche b3 · Pion blanc sur case blanche f3 · Fou blanc sur case noire b2 · Pion blanc sur case blanche g2 · Roi blanc sur case blanche h1 | Tour noire sur case blanche a8 · Dame noire sur case noire f8 · Roi noir sur case blanche g8 · Pion noir sur case blanche f7 · Pion noir sur case blanche g6 · Dame blanche sur case noire h6 · Pion blanc sur case blanche d5 · Tour blanche sur case noire e5 · Pion noir sur case blanche h5 · Pion noir sur case blanche a4 · Pion blanc sur case noire h4 · Fou noir sur case blanche b3 · Pion blanc sur case blanche f3 · Fou blanc sur case noire b2 · Pion blanc sur case blanche g2 · Roi blanc sur case blanche h1 | Tour noire sur case blanche a8 · Dame noire sur case noire f8 · Roi noir sur case blanche g8 · Pion noir sur case blanche f7 · Pion noir sur case blanche g6 · Dame blanche sur case noire h6 · Pion blanc sur case blanche d5 · Tour blanche sur case noire e5 · Pion noir sur case blanche h5 · Pion noir sur case blanche a4 · Pion blanc sur case noire h4 · Fou noir sur case blanche b3 · Pion blanc sur case blanche f3 · Fou blanc sur case noire b2 · Pion blanc sur case blanche g2 · Roi blanc sur case blanche h1 | Tour noire sur case blanche a8 · Dame noire sur case noire f8 · Roi noir sur case blanche g8 · Pion noir sur case blanche f7 · Pion noir sur case blanche g6 · Dame blanche sur case noire h6 · Pion blanc sur case blanche d5 · Tour blanche sur case noire e5 · Pion noir sur case blanche h5 · Pion noir sur case blanche a4 · Pion blanc sur case noire h4 · Fou noir sur case blanche b3 · Pion blanc sur case blanche f3 · Fou blanc sur case noire b2 · Pion blanc sur case blanche g2 · Roi blanc sur case blanche h1 | Tour noire sur case blanche a8 · Dame noire sur case noire f8 · Roi noir sur case blanche g8 · Pion noir sur case blanche f7 · Pion noir sur case blanche g6 · Dame blanche sur case noire h6 · Pion blanc sur case blanche d5 · Tour blanche sur case noire e5 · Pion noir sur case blanche h5 · Pion noir sur case blanche a4 · Pion blanc sur case noire h4 · Fou noir sur case blanche b3 · Pion blanc sur case blanche f3 · Fou blanc sur case noire b2 · Pion blanc sur case blanche g2 · Roi blanc sur case blanche h1 | Tour noire sur case blanche a8 · Dame noire sur case noire f8 · Roi noir sur case blanche g8 · Pion noir sur case blanche f7 · Pion noir sur case blanche g6 · Dame blanche sur case noire h6 · Pion blanc sur case blanche d5 · Tour blanche sur case noire e5 · Pion noir sur case blanche h5 · Pion noir sur case blanche a4 · Pion blanc sur case noire h4 · Fou noir sur case blanche b3 · Pion blanc sur case blanche f3 · Fou blanc sur case noire b2 · Pion blanc sur case blanche g2 · Roi blanc sur case blanche h1 | Tour noire sur case blanche a8 · Dame noire sur case noire f8 · Roi noir sur case blanche g8 · Pion noir sur case blanche f7 · Pion noir sur case blanche g6 · Dame blanche sur case noire h6 · Pion blanc sur case blanche d5 · Tour blanche sur case noire e5 · Pion noir sur case blanche h5 · Pion noir sur case blanche a4 · Pion blanc sur case noire h4 · Fou noir sur case blanche b3 · Pion blanc sur case blanche f3 · Fou blanc sur case noire b2 · Pion blanc sur case blanche g2 · Roi blanc sur case blanche h1 | Tour noire sur case blanche a8 · Dame noire sur case noire f8 · Roi noir sur case blanche g8 · Pion noir sur case blanche f7 · Pion noir sur case blanche g6 · Dame blanche sur case noire h6 · Pion blanc sur case blanche d5 · Tour blanche sur case noire e5 · Pion noir sur case blanche h5 · Pion noir sur case blanche a4 · Pion blanc sur case noire h4 · Fou noir sur case blanche b3 · Pion blanc sur case blanche f3 · Fou blanc sur case noire b2 · Pion blanc sur case blanche g2 · Roi blanc sur case blanche h1 | 6 |
| 5 | Tour noire sur case blanche a8 · Dame noire sur case noire f8 · Roi noir sur case blanche g8 · Pion noir sur case blanche f7 · Pion noir sur case blanche g6 · Dame blanche sur case noire h6 · Pion blanc sur case blanche d5 · Tour blanche sur case noire e5 · Pion noir sur case blanche h5 · Pion noir sur case blanche a4 · Pion blanc sur case noire h4 · Fou noir sur case blanche b3 · Pion blanc sur case blanche f3 · Fou blanc sur case noire b2 · Pion blanc sur case blanche g2 · Roi blanc sur case blanche h1 | Tour noire sur case blanche a8 · Dame noire sur case noire f8 · Roi noir sur case blanche g8 · Pion noir sur case blanche f7 · Pion noir sur case blanche g6 · Dame blanche sur case noire h6 · Pion blanc sur case blanche d5 · Tour blanche sur case noire e5 · Pion noir sur case blanche h5 · Pion noir sur case blanche a4 · Pion blanc sur case noire h4 · Fou noir sur case blanche b3 · Pion blanc sur case blanche f3 · Fou blanc sur case noire b2 · Pion blanc sur case blanche g2 · Roi blanc sur case blanche h1 | Tour noire sur case blanche a8 · Dame noire sur case noire f8 · Roi noir sur case blanche g8 · Pion noir sur case blanche f7 · Pion noir sur case blanche g6 · Dame blanche sur case noire h6 · Pion blanc sur case blanche d5 · Tour blanche sur case noire e5 · Pion noir sur case blanche h5 · Pion noir sur case blanche a4 · Pion blanc sur case noire h4 · Fou noir sur case blanche b3 · Pion blanc sur case blanche f3 · Fou blanc sur case noire b2 · Pion blanc sur case blanche g2 · Roi blanc sur case blanche h1 | Tour noire sur case blanche a8 · Dame noire sur case noire f8 · Roi noir sur case blanche g8 · Pion noir sur case blanche f7 · Pion noir sur case blanche g6 · Dame blanche sur case noire h6 · Pion blanc sur case blanche d5 · Tour blanche sur case noire e5 · Pion noir sur case blanche h5 · Pion noir sur case blanche a4 · Pion blanc sur case noire h4 · Fou noir sur case blanche b3 · Pion blanc sur case blanche f3 · Fou blanc sur case noire b2 · Pion blanc sur case blanche g2 · Roi blanc sur case blanche h1 | Tour noire sur case blanche a8 · Dame noire sur case noire f8 · Roi noir sur case blanche g8 · Pion noir sur case blanche f7 · Pion noir sur case blanche g6 · Dame blanche sur case noire h6 · Pion blanc sur case blanche d5 · Tour blanche sur case noire e5 · Pion noir sur case blanche h5 · Pion noir sur case blanche a4 · Pion blanc sur case noire h4 · Fou noir sur case blanche b3 · Pion blanc sur case blanche f3 · Fou blanc sur case noire b2 · Pion blanc sur case blanche g2 · Roi blanc sur case blanche h1 | Tour noire sur case blanche a8 · Dame noire sur case noire f8 · Roi noir sur case blanche g8 · Pion noir sur case blanche f7 · Pion noir sur case blanche g6 · Dame blanche sur case noire h6 · Pion blanc sur case blanche d5 · Tour blanche sur case noire e5 · Pion noir sur case blanche h5 · Pion noir sur case blanche a4 · Pion blanc sur case noire h4 · Fou noir sur case blanche b3 · Pion blanc sur case blanche f3 · Fou blanc sur case noire b2 · Pion blanc sur case blanche g2 · Roi blanc sur case blanche h1 | Tour noire sur case blanche a8 · Dame noire sur case noire f8 · Roi noir sur case blanche g8 · Pion noir sur case blanche f7 · Pion noir sur case blanche g6 · Dame blanche sur case noire h6 · Pion blanc sur case blanche d5 · Tour blanche sur case noire e5 · Pion noir sur case blanche h5 · Pion noir sur case blanche a4 · Pion blanc sur case noire h4 · Fou noir sur case blanche b3 · Pion blanc sur case blanche f3 · Fou blanc sur case noire b2 · Pion blanc sur case blanche g2 · Roi blanc sur case blanche h1 | Tour noire sur case blanche a8 · Dame noire sur case noire f8 · Roi noir sur case blanche g8 · Pion noir sur case blanche f7 · Pion noir sur case blanche g6 · Dame blanche sur case noire h6 · Pion blanc sur case blanche d5 · Tour blanche sur case noire e5 · Pion noir sur case blanche h5 · Pion noir sur case blanche a4 · Pion blanc sur case noire h4 · Fou noir sur case blanche b3 · Pion blanc sur case blanche f3 · Fou blanc sur case noire b2 · Pion blanc sur case blanche g2 · Roi blanc sur case blanche h1 | 5 |
| 4 | Tour noire sur case blanche a8 · Dame noire sur case noire f8 · Roi noir sur case blanche g8 · Pion noir sur case blanche f7 · Pion noir sur case blanche g6 · Dame blanche sur case noire h6 · Pion blanc sur case blanche d5 · Tour blanche sur case noire e5 · Pion noir sur case blanche h5 · Pion noir sur case blanche a4 · Pion blanc sur case noire h4 · Fou noir sur case blanche b3 · Pion blanc sur case blanche f3 · Fou blanc sur case noire b2 · Pion blanc sur case blanche g2 · Roi blanc sur case blanche h1 | Tour noire sur case blanche a8 · Dame noire sur case noire f8 · Roi noir sur case blanche g8 · Pion noir sur case blanche f7 · Pion noir sur case blanche g6 · Dame blanche sur case noire h6 · Pion blanc sur case blanche d5 · Tour blanche sur case noire e5 · Pion noir sur case blanche h5 · Pion noir sur case blanche a4 · Pion blanc sur case noire h4 · Fou noir sur case blanche b3 · Pion blanc sur case blanche f3 · Fou blanc sur case noire b2 · Pion blanc sur case blanche g2 · Roi blanc sur case blanche h1 | Tour noire sur case blanche a8 · Dame noire sur case noire f8 · Roi noir sur case blanche g8 · Pion noir sur case blanche f7 · Pion noir sur case blanche g6 · Dame blanche sur case noire h6 · Pion blanc sur case blanche d5 · Tour blanche sur case noire e5 · Pion noir sur case blanche h5 · Pion noir sur case blanche a4 · Pion blanc sur case noire h4 · Fou noir sur case blanche b3 · Pion blanc sur case blanche f3 · Fou blanc sur case noire b2 · Pion blanc sur case blanche g2 · Roi blanc sur case blanche h1 | Tour noire sur case blanche a8 · Dame noire sur case noire f8 · Roi noir sur case blanche g8 · Pion noir sur case blanche f7 · Pion noir sur case blanche g6 · Dame blanche sur case noire h6 · Pion blanc sur case blanche d5 · Tour blanche sur case noire e5 · Pion noir sur case blanche h5 · Pion noir sur case blanche a4 · Pion blanc sur case noire h4 · Fou noir sur case blanche b3 · Pion blanc sur case blanche f3 · Fou blanc sur case noire b2 · Pion blanc sur case blanche g2 · Roi blanc sur case blanche h1 | Tour noire sur case blanche a8 · Dame noire sur case noire f8 · Roi noir sur case blanche g8 · Pion noir sur case blanche f7 · Pion noir sur case blanche g6 · Dame blanche sur case noire h6 · Pion blanc sur case blanche d5 · Tour blanche sur case noire e5 · Pion noir sur case blanche h5 · Pion noir sur case blanche a4 · Pion blanc sur case noire h4 · Fou noir sur case blanche b3 · Pion blanc sur case blanche f3 · Fou blanc sur case noire b2 · Pion blanc sur case blanche g2 · Roi blanc sur case blanche h1 | Tour noire sur case blanche a8 · Dame noire sur case noire f8 · Roi noir sur case blanche g8 · Pion noir sur case blanche f7 · Pion noir sur case blanche g6 · Dame blanche sur case noire h6 · Pion blanc sur case blanche d5 · Tour blanche sur case noire e5 · Pion noir sur case blanche h5 · Pion noir sur case blanche a4 · Pion blanc sur case noire h4 · Fou noir sur case blanche b3 · Pion blanc sur case blanche f3 · Fou blanc sur case noire b2 · Pion blanc sur case blanche g2 · Roi blanc sur case blanche h1 | Tour noire sur case blanche a8 · Dame noire sur case noire f8 · Roi noir sur case blanche g8 · Pion noir sur case blanche f7 · Pion noir sur case blanche g6 · Dame blanche sur case noire h6 · Pion blanc sur case blanche d5 · Tour blanche sur case noire e5 · Pion noir sur case blanche h5 · Pion noir sur case blanche a4 · Pion blanc sur case noire h4 · Fou noir sur case blanche b3 · Pion blanc sur case blanche f3 · Fou blanc sur case noire b2 · Pion blanc sur case blanche g2 · Roi blanc sur case blanche h1 | Tour noire sur case blanche a8 · Dame noire sur case noire f8 · Roi noir sur case blanche g8 · Pion noir sur case blanche f7 · Pion noir sur case blanche g6 · Dame blanche sur case noire h6 · Pion blanc sur case blanche d5 · Tour blanche sur case noire e5 · Pion noir sur case blanche h5 · Pion noir sur case blanche a4 · Pion blanc sur case noire h4 · Fou noir sur case blanche b3 · Pion blanc sur case blanche f3 · Fou blanc sur case noire b2 · Pion blanc sur case blanche g2 · Roi blanc sur case blanche h1 | 4 |
| 3 | Tour noire sur case blanche a8 · Dame noire sur case noire f8 · Roi noir sur case blanche g8 · Pion noir sur case blanche f7 · Pion noir sur case blanche g6 · Dame blanche sur case noire h6 · Pion blanc sur case blanche d5 · Tour blanche sur case noire e5 · Pion noir sur case blanche h5 · Pion noir sur case blanche a4 · Pion blanc sur case noire h4 · Fou noir sur case blanche b3 · Pion blanc sur case blanche f3 · Fou blanc sur case noire b2 · Pion blanc sur case blanche g2 · Roi blanc sur case blanche h1 | Tour noire sur case blanche a8 · Dame noire sur case noire f8 · Roi noir sur case blanche g8 · Pion noir sur case blanche f7 · Pion noir sur case blanche g6 · Dame blanche sur case noire h6 · Pion blanc sur case blanche d5 · Tour blanche sur case noire e5 · Pion noir sur case blanche h5 · Pion noir sur case blanche a4 · Pion blanc sur case noire h4 · Fou noir sur case blanche b3 · Pion blanc sur case blanche f3 · Fou blanc sur case noire b2 · Pion blanc sur case blanche g2 · Roi blanc sur case blanche h1 | Tour noire sur case blanche a8 · Dame noire sur case noire f8 · Roi noir sur case blanche g8 · Pion noir sur case blanche f7 · Pion noir sur case blanche g6 · Dame blanche sur case noire h6 · Pion blanc sur case blanche d5 · Tour blanche sur case noire e5 · Pion noir sur case blanche h5 · Pion noir sur case blanche a4 · Pion blanc sur case noire h4 · Fou noir sur case blanche b3 · Pion blanc sur case blanche f3 · Fou blanc sur case noire b2 · Pion blanc sur case blanche g2 · Roi blanc sur case blanche h1 | Tour noire sur case blanche a8 · Dame noire sur case noire f8 · Roi noir sur case blanche g8 · Pion noir sur case blanche f7 · Pion noir sur case blanche g6 · Dame blanche sur case noire h6 · Pion blanc sur case blanche d5 · Tour blanche sur case noire e5 · Pion noir sur case blanche h5 · Pion noir sur case blanche a4 · Pion blanc sur case noire h4 · Fou noir sur case blanche b3 · Pion blanc sur case blanche f3 · Fou blanc sur case noire b2 · Pion blanc sur case blanche g2 · Roi blanc sur case blanche h1 | Tour noire sur case blanche a8 · Dame noire sur case noire f8 · Roi noir sur case blanche g8 · Pion noir sur case blanche f7 · Pion noir sur case blanche g6 · Dame blanche sur case noire h6 · Pion blanc sur case blanche d5 · Tour blanche sur case noire e5 · Pion noir sur case blanche h5 · Pion noir sur case blanche a4 · Pion blanc sur case noire h4 · Fou noir sur case blanche b3 · Pion blanc sur case blanche f3 · Fou blanc sur case noire b2 · Pion blanc sur case blanche g2 · Roi blanc sur case blanche h1 | Tour noire sur case blanche a8 · Dame noire sur case noire f8 · Roi noir sur case blanche g8 · Pion noir sur case blanche f7 · Pion noir sur case blanche g6 · Dame blanche sur case noire h6 · Pion blanc sur case blanche d5 · Tour blanche sur case noire e5 · Pion noir sur case blanche h5 · Pion noir sur case blanche a4 · Pion blanc sur case noire h4 · Fou noir sur case blanche b3 · Pion blanc sur case blanche f3 · Fou blanc sur case noire b2 · Pion blanc sur case blanche g2 · Roi blanc sur case blanche h1 | Tour noire sur case blanche a8 · Dame noire sur case noire f8 · Roi noir sur case blanche g8 · Pion noir sur case blanche f7 · Pion noir sur case blanche g6 · Dame blanche sur case noire h6 · Pion blanc sur case blanche d5 · Tour blanche sur case noire e5 · Pion noir sur case blanche h5 · Pion noir sur case blanche a4 · Pion blanc sur case noire h4 · Fou noir sur case blanche b3 · Pion blanc sur case blanche f3 · Fou blanc sur case noire b2 · Pion blanc sur case blanche g2 · Roi blanc sur case blanche h1 | Tour noire sur case blanche a8 · Dame noire sur case noire f8 · Roi noir sur case blanche g8 · Pion noir sur case blanche f7 · Pion noir sur case blanche g6 · Dame blanche sur case noire h6 · Pion blanc sur case blanche d5 · Tour blanche sur case noire e5 · Pion noir sur case blanche h5 · Pion noir sur case blanche a4 · Pion blanc sur case noire h4 · Fou noir sur case blanche b3 · Pion blanc sur case blanche f3 · Fou blanc sur case noire b2 · Pion blanc sur case blanche g2 · Roi blanc sur case blanche h1 | 3 |
| 2 | Tour noire sur case blanche a8 · Dame noire sur case noire f8 · Roi noir sur case blanche g8 · Pion noir sur case blanche f7 · Pion noir sur case blanche g6 · Dame blanche sur case noire h6 · Pion blanc sur case blanche d5 · Tour blanche sur case noire e5 · Pion noir sur case blanche h5 · Pion noir sur case blanche a4 · Pion blanc sur case noire h4 · Fou noir sur case blanche b3 · Pion blanc sur case blanche f3 · Fou blanc sur case noire b2 · Pion blanc sur case blanche g2 · Roi blanc sur case blanche h1 | Tour noire sur case blanche a8 · Dame noire sur case noire f8 · Roi noir sur case blanche g8 · Pion noir sur case blanche f7 · Pion noir sur case blanche g6 · Dame blanche sur case noire h6 · Pion blanc sur case blanche d5 · Tour blanche sur case noire e5 · Pion noir sur case blanche h5 · Pion noir sur case blanche a4 · Pion blanc sur case noire h4 · Fou noir sur case blanche b3 · Pion blanc sur case blanche f3 · Fou blanc sur case noire b2 · Pion blanc sur case blanche g2 · Roi blanc sur case blanche h1 | Tour noire sur case blanche a8 · Dame noire sur case noire f8 · Roi noir sur case blanche g8 · Pion noir sur case blanche f7 · Pion noir sur case blanche g6 · Dame blanche sur case noire h6 · Pion blanc sur case blanche d5 · Tour blanche sur case noire e5 · Pion noir sur case blanche h5 · Pion noir sur case blanche a4 · Pion blanc sur case noire h4 · Fou noir sur case blanche b3 · Pion blanc sur case blanche f3 · Fou blanc sur case noire b2 · Pion blanc sur case blanche g2 · Roi blanc sur case blanche h1 | Tour noire sur case blanche a8 · Dame noire sur case noire f8 · Roi noir sur case blanche g8 · Pion noir sur case blanche f7 · Pion noir sur case blanche g6 · Dame blanche sur case noire h6 · Pion blanc sur case blanche d5 · Tour blanche sur case noire e5 · Pion noir sur case blanche h5 · Pion noir sur case blanche a4 · Pion blanc sur case noire h4 · Fou noir sur case blanche b3 · Pion blanc sur case blanche f3 · Fou blanc sur case noire b2 · Pion blanc sur case blanche g2 · Roi blanc sur case blanche h1 | Tour noire sur case blanche a8 · Dame noire sur case noire f8 · Roi noir sur case blanche g8 · Pion noir sur case blanche f7 · Pion noir sur case blanche g6 · Dame blanche sur case noire h6 · Pion blanc sur case blanche d5 · Tour blanche sur case noire e5 · Pion noir sur case blanche h5 · Pion noir sur case blanche a4 · Pion blanc sur case noire h4 · Fou noir sur case blanche b3 · Pion blanc sur case blanche f3 · Fou blanc sur case noire b2 · Pion blanc sur case blanche g2 · Roi blanc sur case blanche h1 | Tour noire sur case blanche a8 · Dame noire sur case noire f8 · Roi noir sur case blanche g8 · Pion noir sur case blanche f7 · Pion noir sur case blanche g6 · Dame blanche sur case noire h6 · Pion blanc sur case blanche d5 · Tour blanche sur case noire e5 · Pion noir sur case blanche h5 · Pion noir sur case blanche a4 · Pion blanc sur case noire h4 · Fou noir sur case blanche b3 · Pion blanc sur case blanche f3 · Fou blanc sur case noire b2 · Pion blanc sur case blanche g2 · Roi blanc sur case blanche h1 | Tour noire sur case blanche a8 · Dame noire sur case noire f8 · Roi noir sur case blanche g8 · Pion noir sur case blanche f7 · Pion noir sur case blanche g6 · Dame blanche sur case noire h6 · Pion blanc sur case blanche d5 · Tour blanche sur case noire e5 · Pion noir sur case blanche h5 · Pion noir sur case blanche a4 · Pion blanc sur case noire h4 · Fou noir sur case blanche b3 · Pion blanc sur case blanche f3 · Fou blanc sur case noire b2 · Pion blanc sur case blanche g2 · Roi blanc sur case blanche h1 | Tour noire sur case blanche a8 · Dame noire sur case noire f8 · Roi noir sur case blanche g8 · Pion noir sur case blanche f7 · Pion noir sur case blanche g6 · Dame blanche sur case noire h6 · Pion blanc sur case blanche d5 · Tour blanche sur case noire e5 · Pion noir sur case blanche h5 · Pion noir sur case blanche a4 · Pion blanc sur case noire h4 · Fou noir sur case blanche b3 · Pion blanc sur case blanche f3 · Fou blanc sur case noire b2 · Pion blanc sur case blanche g2 · Roi blanc sur case blanche h1 | 2 |
| 1 | Tour noire sur case blanche a8 · Dame noire sur case noire f8 · Roi noir sur case blanche g8 · Pion noir sur case blanche f7 · Pion noir sur case blanche g6 · Dame blanche sur case noire h6 · Pion blanc sur case blanche d5 · Tour blanche sur case noire e5 · Pion noir sur case blanche h5 · Pion noir sur case blanche a4 · Pion blanc sur case noire h4 · Fou noir sur case blanche b3 · Pion blanc sur case blanche f3 · Fou blanc sur case noire b2 · Pion blanc sur case blanche g2 · Roi blanc sur case blanche h1 | Tour noire sur case blanche a8 · Dame noire sur case noire f8 · Roi noir sur case blanche g8 · Pion noir sur case blanche f7 · Pion noir sur case blanche g6 · Dame blanche sur case noire h6 · Pion blanc sur case blanche d5 · Tour blanche sur case noire e5 · Pion noir sur case blanche h5 · Pion noir sur case blanche a4 · Pion blanc sur case noire h4 · Fou noir sur case blanche b3 · Pion blanc sur case blanche f3 · Fou blanc sur case noire b2 · Pion blanc sur case blanche g2 · Roi blanc sur case blanche h1 | Tour noire sur case blanche a8 · Dame noire sur case noire f8 · Roi noir sur case blanche g8 · Pion noir sur case blanche f7 · Pion noir sur case blanche g6 · Dame blanche sur case noire h6 · Pion blanc sur case blanche d5 · Tour blanche sur case noire e5 · Pion noir sur case blanche h5 · Pion noir sur case blanche a4 · Pion blanc sur case noire h4 · Fou noir sur case blanche b3 · Pion blanc sur case blanche f3 · Fou blanc sur case noire b2 · Pion blanc sur case blanche g2 · Roi blanc sur case blanche h1 | Tour noire sur case blanche a8 · Dame noire sur case noire f8 · Roi noir sur case blanche g8 · Pion noir sur case blanche f7 · Pion noir sur case blanche g6 · Dame blanche sur case noire h6 · Pion blanc sur case blanche d5 · Tour blanche sur case noire e5 · Pion noir sur case blanche h5 · Pion noir sur case blanche a4 · Pion blanc sur case noire h4 · Fou noir sur case blanche b3 · Pion blanc sur case blanche f3 · Fou blanc sur case noire b2 · Pion blanc sur case blanche g2 · Roi blanc sur case blanche h1 | Tour noire sur case blanche a8 · Dame noire sur case noire f8 · Roi noir sur case blanche g8 · Pion noir sur case blanche f7 · Pion noir sur case blanche g6 · Dame blanche sur case noire h6 · Pion blanc sur case blanche d5 · Tour blanche sur case noire e5 · Pion noir sur case blanche h5 · Pion noir sur case blanche a4 · Pion blanc sur case noire h4 · Fou noir sur case blanche b3 · Pion blanc sur case blanche f3 · Fou blanc sur case noire b2 · Pion blanc sur case blanche g2 · Roi blanc sur case blanche h1 | Tour noire sur case blanche a8 · Dame noire sur case noire f8 · Roi noir sur case blanche g8 · Pion noir sur case blanche f7 · Pion noir sur case blanche g6 · Dame blanche sur case noire h6 · Pion blanc sur case blanche d5 · Tour blanche sur case noire e5 · Pion noir sur case blanche h5 · Pion noir sur case blanche a4 · Pion blanc sur case noire h4 · Fou noir sur case blanche b3 · Pion blanc sur case blanche f3 · Fou blanc sur case noire b2 · Pion blanc sur case blanche g2 · Roi blanc sur case blanche h1 | Tour noire sur case blanche a8 · Dame noire sur case noire f8 · Roi noir sur case blanche g8 · Pion noir sur case blanche f7 · Pion noir sur case blanche g6 · Dame blanche sur case noire h6 · Pion blanc sur case blanche d5 · Tour blanche sur case noire e5 · Pion noir sur case blanche h5 · Pion noir sur case blanche a4 · Pion blanc sur case noire h4 · Fou noir sur case blanche b3 · Pion blanc sur case blanche f3 · Fou blanc sur case noire b2 · Pion blanc sur case blanche g2 · Roi blanc sur case blanche h1 | Tour noire sur case blanche a8 · Dame noire sur case noire f8 · Roi noir sur case blanche g8 · Pion noir sur case blanche f7 · Pion noir sur case blanche g6 · Dame blanche sur case noire h6 · Pion blanc sur case blanche d5 · Tour blanche sur case noire e5 · Pion noir sur case blanche h5 · Pion noir sur case blanche a4 · Pion blanc sur case noire h4 · Fou noir sur case blanche b3 · Pion blanc sur case blanche f3 · Fou blanc sur case noire b2 · Pion blanc sur case blanche g2 · Roi blanc sur case blanche h1 | 1 |
|   | a | b | c | d | e | f | g | h |   |

Bien que la partie suivante ne soit pas sans erreurs, le jeu de Nebolsina montre l'importance de la mobilité des pièces par rapport aux déplacements des pions . Malgré une défense solide et un pion passé pour son adversaire, Nebolsina l'emporte grâce à un sacrifice de dame au 38e coup.
Vera Nebolsina–Ioulia Gromova,
 Championnat de Russie par équipes, Sotchi 2007 ;
défense Caro-Kann, attaque Panov–Botvinnik (B14)
1. e4 c6 2. d4 d5 3. exd5 cxd5 4. c4 Cf6 5. Cc3 g6 6. cxd5 Cxd5 7. Fb5+ Cc6 8. Cf3 Fg7 9. Db3 Cxc3 10. bxc3 0-0 11. 0-0 a6 12. Fxc6 bxc6 13. Fa3 Fe6 14. Db4 Ff6 15. Ce5 c5 16. Dxc5 Tc8 17. Cc6 Dc7 18. Cxe7+ Fxe7 19. Dxe7 Dxc3 20. Fc5 Tfe8 21. Dh4 Fd5 22. Fe7 Dc6 23. f3 Db6 24. Tfe1 Tc2 25. Fc5 Dc6 26. Txe8+ Dxe8 27. Te1 Dc8 28. De7 h5 29. Dg5 Fxa2 30. Re5 a5 31. h4 a4 32. Dh6 Fb3 33. Fe7 Tc6 34. d5 Ta6 35. Fa3 Ta8 36. Fb2 Dc5+ 37. Rh1 Df8 (position du diagramme ci contre)
38. Dh8+ ! et les noirs abandonnent
 (car après 38... Rxh8, les blancs ont le double-échecs 39. Txh5++ Rg8 40. Th8#) 1-0